# Gonatopus dromedarius
Gonatopus dromedarius är en stekelart som först beskrevs av A. Costa 1882.  Gonatopus dromedarius ingår i släktet Gonatopus, och familjen stritsäcksteklar. Arten är reproducerande i Sverige.